# Anisodes ignorata
Anisodes ignorata är en fjärilsart som beskrevs av Walker 1862. Anisodes ignorata ingår i släktet Anisodes och familjen mätare. Inga underarter finns listade i Catalogue of Life.